# Ernst Holzfuss
Ernst Holzfuss (ur. 1 kwietnia 1868 w Nowym lub Starym Jarosławiu, zm. 24 czerwca 1943 w Szczecinie) – niemiecki botanik, działający na Pomorzu.

## Życiorys i prace naukowe
Urodził się 1 kwietnia 1868. Po ukończeniu seminarium nauczycielskiego w Koszalinie pracował jako nauczyciel kolejno w Nieckowie i Unieszynie. Od 1900 mieszkał i pracował w Szczecinie ucząc w szkole w Grabowie. W roku 1906 uzyskał uprawnienia nauczyciela szkoły średniej. W latach 1909–1910 studiował w Jenie. W roku 1915 został dyrektorem sekcji botanicznej Muzeum Przyrodniczego Miasta Szczecina i pełnił tę funkcję społecznie przez wiele lat. W 1924 roku został mianowany na stanowisko konrektora szkoły średniej. Po przejściu w stan spoczynku (1933) zajął się działalnością społeczną na rzecz ochrony przyrody w regionie. Na posiedzeniu Komitetu Prowincjonalnego ds. Ochrony Przyrody (Provinzialkomitees für die Naturdenkmalpflege) w prowincji Pomorze 1 listopada 1921 roku przejął funkcję komisarza prowincjonalnego Placówki Ochrony Przyrody Prowincji Pomorze (Naturschutzstelle der Provinz Pommern), jako następca Johanna Winkelmanna. Był także komisarzem okręgowym i powiatowym. Nadal prowadził dział botaniczny szczecińskiego Muzeum i aktywnie działał w Pomorskim Towarzystwie Badań Przyrodniczych. W ramach tej działalności wydawał periodyk Towarzystwa pt. „Abhandlungen und Berichte der Pommerschen Naturforschenden Gesellschaft” (od 1931 roku tytuł zmieniono na „Dohrniana”). Zmarł w Szczecinie 14 czerwca 1943 w konsekwencji wypadku.
Zajmował się badaniem i ochroną flory Pomorza, w tym najtrudniejszych taksonomicznie rodzajów: jeżyna Rubus (batologia), róża Rosa (rodologia), pięciornik Potentilla i turzyca Carex. Od 17 listopada 1897 roku był członkiem Brandenburskiego Towarzystwa Botanicznego (Botanische Verein der Provinz Brandenburg). Od 1918 roku był sekretarzem Pomorskiego Towarzystwa Badań Przyrodniczych (Pommersche Naturforschende Gesellschaft). 

### Wybrane publikacje
Na podstawie:.
- 1899: Zur Flora des Regierungsbezierks Bromberg. Zeitschr. Naturw. Abt. Deutsch. Ges. Kunst Wiss. Posen 6, 1: 8–14.
- 1901: Neue Brombeeren aus Pommern. Allg. bot. Zeitschr. 7, 7/8: 118–119.
- 1904 (1905): Botanische Notizen aus Pommern. Allg. bot. Zeitschr. 10, 5/6: 83.
- 1906: Botanische Neuheiten aus Pommern. Allg. bot. Zeitschr. 12, 1: 12.
- 1909: Botanische Nachrichten und Neuheiten aus Pommern. Allg. bot. Zeitschr. 15, 6: 85–87.
- 1914: Potentilla thyrsiflora (Hülsen) Zim. f. … = P. thyrsiflora × leucopolitana? Zeitschr. Naturw. Abt. Deutsch. Ges. Kunst Wiss. Posen 21, 1: 18–19.
- 1915 (1916): Zur Rosenflora von Pommern. Verh. Bot. Ver. Prov. Brandenb. 57: 187–190.
- 1916 (1917): Die Brombeeren der Provinz Pommern. Allg. bot. Zeitschr. 22, 9-12: 116–127.
- 1916 (1917): Die Gattung Potentilla in Pommern. Allg. bot. Zeitschr. 22, 1–4: 12–17.
- 1917/1918 (1919): Die Brombeeren der Provinz Pommern. (Schluss). Allg. bot. Zeitschr. 23/24, 1–4: 12–17.
- 1919 (1920): Botanische Beobachtungen von Königsberg i. Neum. bis Stettin. Verh. Bot. Ver. Prov. Brandenb. 61: 74–75.
- 1919 (1920): Ergebnisse einer botanischen Pfingstwanderung in die Kreise Saatzig und Dramburg. Verh. Bot. Ver. Prov. Brandenb. 61: 68–73.
- 1920: Beitrag zur Flora der Insel Wollin. Abh. Ber. Pommersch. Naturf. Ges. 1: 82–87.
- 1920: Die Pflanzenwelt der Pontischen Hügel. Abh. Ber. Pommersch. Naturf. Ges. 1: 88–91.
- 1920: Ergebnisse einer botanischen Exkursion in den Kreis Pyritz. Abh. Ber. Pommersch. Naturf. Ges. 1: 76–81.
- 1921: Beitrag zur Flora des Kreises Regenwalde. Abh. Ber. Pommersch. Naturf. Ges. 2: 109–112.
- 1921: Das Krampehltal und seine Pflanzenwelt. Abh. Ber. Pommersch. Naturf. Ges. 2: 113–115.
- 1924: Die Rosen der Provinz Pommern. Abh. Ber. Pommersch. Naturf. Ges. 4: 1–35.
- 1924: Galium cruciata (L.) Scop., ein neuer Bürger der pommerschen Flora. Abh. Ber. Pommersch. Naturf. Ges. 4: 70–71.
- 1925: Aus der Naturdenkmalpflege des Kreises Rummelsburg. Unser Pommerland 10: 217–219.
- 1925: Aus der Pflanzenwelt der „Mönne”. Abh. Ber. Pommersch. Naturf. Ges. 5: 72–75.
- 1925: Die Familie der Orchideen in Pommern. Abh. Ber. Pommersch. Naturf. Ges. 6: 9–24.
- 1925: Neuheiten aus der Flora von Pommern. Abh. Ber. Pommersch. Naturf. Ges. 6: 50–52.
- 1926: Aus der Rosenflora von Pommern. Repert. spec. nov. reg. veg. 22: 322–324.
- 1926: Die Naturdenkmäler Pommerns. W: Das Pommersche Heimatbuch, Emil Hartmann /Buchdruckerei und Verlag, Berlin, s. 224–240.
- 1926: Von den Naturdenkmälern des Kreises Lauenburg. Unser Pommerland 11, 12: 465–467.
- 1927: Das Krampehltal von Zartzig bis Pansin und seine Pflanzenwelt. Unser Pommerland 12, 11/12: 511–513.
- 1927: Die Gattung Alnus in Pommern. Abh. Ber. Pommersch. Naturf. Ges. 8: 64–66.
- 1927: Spaziergang durch die Pflanzenwelt der Insel Wollin. Unser Pommerland 12, 6: 237–239.
- 1927: Streifzüge durch die Pflanzenwelt Pommerns. Abh. Ber. Pommersch. Naturf. Ges. 8: 67–77.
- 1928: Botanische Beobachtungen in den Kreisen Cammin und Greifenberg 1928. Abh. Ber. Pommersch. Naturf. Ges. 9: 185–187.
- 1928: Bulliarda aquatica (L.) DC. in Pommern. Abh. Ber. Pommersch. Naturf. Ges. 9: 269–270.
- 1928: Fremdlinge in der Pflanzenwelt des Kreises Dramburg. Unser Pommerland 13, 11/12: 484–486.
- 1928: Von den Naturdenkmälern des Kreises Dramburg. Unser Pommerland 13, 11/12: 430–432.
- 1928: Weitere Beiträge zur Flora des Kreises Pyritz. Abh. Ber. Pommersch. Naturf. Ges. 9: 183–185.
- 1929/1930 (1930): Neuheiten aus der Rosenflora Pommerns. Repert. spec. nov. reg. veg. 27: 230–233.
- 1930: Botanische Novitäten der Genera Rubus und Rosa. Repert. spec. nov. reg. veg. 28: 204–207.
- 1930: Die Naturdenkmalpflege in Pommern. Pomm. Heimatpfl. 1: 150–152.
- 1932: Novitates generis Rosarum. W: Repertorium Europaeum et Mediterraneum III. Nr 31-33, Repert. spec. nov. reg. veg. 30: 246–249.
- 1933: Die Farnpflanzen Pommerns. Dohrniana 12: 19–33.
- 1934: Der Königsfarn (Osmunda regalis) in Pommern. Ostdeutsch. Naturwart 5, 4: 244.
- 1934: Naturschutz in Pommern. Das Bollwerk 5, 7: 3–5.
- 1935: Aus der Pflanzenwelt des früheren Kreises Bublitz. Unser Pommerland 20, 3/4: 120–124.
- 1936: Die Pflanzenwelt der Schuttplätze in Pommern. Dohrniana 15: 116–128.
- 1937: Beitrag zur Adventivflora von Pommern. Dohrniana 16: 94–130.
- 1941: Die Buchheide – ein Landschaftsschutzgebiet. Das Bollwerk 12, 3: 46–47.
- 1942: Aus der Flora des Seebades Horst im Kreise Greifenberg. Dohrniana 21: 56–59.

## Upamiętnienie
Na jego cześć nazwano cykadę Myogonia holzfussi.